# شرناندوآ هایتس (پنسیلوانیا)
شرناندوآ هایتس (به انگلیسی: Shenandoah Heights) یک منطقهٔ مسکونی در ایالات متحده آمریکا است که در شهرستان سچویلکیلل، پنسیلوانیا واقع شده‌است. شرناندوآ هایتس ۲٫۲ کیلومتر مربع مساحت و ۱٬۲۹۸ نفر جمعیت دارد.